# دائرة هنش
دائرة هنش هي إحدى الدوائر الأربع في الإدارة الوسطى في هايتي، يبلغ عدد سكانها 180,803 في إحصائيات أغسطس 2003، تتبعها أربع بلديات، ورمزها البريدي يبدأ بالرقم 51.